# تشارلز إم. بير
تشارلز إم. بير (بالإنجليزية: Charles M. Bair)‏ هو مربي ماشية أمريكي، ولد في 1857، وتوفي في 1943.